# Yoon Bit-garam
Yoon Bit-garam (7 de maio de 1990) é um futebolista profissional sul-coreano que atua como meia.

## Carreira
Yoon Bit-garam representou a Seleção Sul-Coreana de Futebol na Copa da Ásia de 2011.